# Ajan Sadakow
Ajan Sadakow (* 26. September 1961 in Plowdiw; † 1. Juli 2017 ebenda) war ein bulgarischer Fußballspieler und -trainer.

## Sportlicher Werdegang
Sadakow begann seine Karriere Ende der 1970er Jahre bei Lokomotive Plowdiw. Obwohl der Mittelfeldspieler mit der Mannschaft im Sommer 1980 aus der A Grupa abstieg, avancierte er im folgenden Jahr zum Auswahlspieler in der bulgarischen Nationalmannschaft. Nach seinem Debüt bei der 0:3-Niederlage gegen Brasilien im Oktober 1981 gehörte er in den folgenden Jahren regelmäßig zum Kader der Nationalelf. 
1982 stand Mannschaftskapitän Sadakow mit seinem Klub kurz vor einem Titelgewinn, als die Mannschaft im Endspiel um den Sowjetarmee-Pokal – letztmals wurde der Teilnehmer am Europapokal der Pokalsieger hierüber ausgespielt, fortan wurde der Teilnehmer über den 1980 wieder eingeführten bulgarischen Landespokal ermittelt – den eine Spielklasse höher antretenden Fußballklub Lokomotive Sofia in die Verlängerung zwang. Letztlich musste er sich mit seinem Klub 1:2 geschlagen geben. 1983 verlief jedoch um so erfolgreicher, als nach dem erneuten Einzug ins Endspiel um den Sowjetarmee-Pokal FK Tschirpan mit einem 3:1-Endspielerfolg bezwungen wurde und der Klub als Zweitligameister in die A Grupa zurückkehrte. Der Aufsteiger verpasste als Tabellenvorletzter den Klassenerhalt, stieg aber anschließend direkt wieder auf. 
Am Ende der Spielzeit 1985/86, die Sadakow mit Lokomotive Plowdiw auf dem siebten Tabellenplatz beendete, gehörte er zum Kader der bulgarischen Nationalmannschaft bei der Weltmeisterschaftsendrunde 1986. Erstmals seit zwölf Jahren hatte sich die Mannschaft wieder für ein Turnier qualifiziert, dabei hatte Sadakow unter anderem beim 2:0-Erfolg über dem amtierenden Europameister nach Toren von Nasko Sirakow und des späteren Frankreichprofis Georgi Dimitrow mitgewirkt. Als Gruppendritter hinter dem späteren Weltmeister Argentinien und dem amtierenden Weltmeister Italien, gegen den man zum Auftakt 1:1-Unentschieden spielte, erreichte die Mannschaft das Achtelfinale, in dem sie gegen Gastgeber Mexiko ausschied. Während des Turniers hatte er in allen vier Spielen mitgewirkt.
Bis zum Zusammenbruch des Ostblocks 1989 blieb Sadakow Lokomotive Plowdiw treu, ehe er nach Portugal zu Belenenses Lissabon wechselte. 1992 kehrte er zu Lokomotive Plowdiw zurück, später ließ er beim Lokalkonkurrenten Botew Plowdiw seine Karriere ausklingen. Nach der Jahrtausendwende war er als Trainer für Lokomotive Plowdiw tätig.
Zwischen 1981 und 1991 bestritt Sadakow 80 Länderspiele für Bulgarien, dabei erzielte der Mittelfeldspieler neun Tore.